# Liberio
Liberio (en latín, Liberius; ¿?-24 de septiembre de 366) fue el 36.º papa de la Iglesia católica, entre el 17 de mayo de 352 y el 24 de septiembre de 366.
Es el papa más antiguo no reconocido como santo por la iglesia católica, y junto a Anastasio II son los únicos pontífices de los primeros 500 años de la iglesia en no tener este reconocimiento. Sin embargo, es venerado por la Iglesia ortodoxa.

## Biografía
Durante su mandato estaba en todo su apogeo la persecución del emperador Constancio II. El Emperador quería imponer el arrianismo en Occidente y como Liberio se oponía, manteniéndose firme y decidido, en 355 lo desterró a Berea de Tracia, donde Liberio sufrió durante dos años toda clase de vejaciones.
Muchos obispos se pusieron del lado del Emperador en contra del papa Liberio. Entonces los arrianos, dueños de la situación y en total control de Roma, nombraron al diácono Félix como nuevo papa en lugar de Liberio. Pero el pueblo rechazó a este antipapa y exigió al Emperador el regreso y la reinstauración de Liberio como legítimo obispo de Roma. Constancio II se dio cuenta de que Félix no sería aceptado y permitió a Liberio regresar a Roma en 357. El papa fue recibido con gran regocijo popular. Aparentemente, Constancio II pretendía que Liberio y Félix gobernaran la Iglesia en conjunto, pero esta fórmula de un doble episcopado no fue aceptada ni por el pueblo ni por el clero romano. Félix se retiró a su casa en Porto, donde vivió hasta su muerte.
Debido a la posición tomada por la mayoría de los obispos en su contra y por el trato que recibió durante su exilio, el papa Liberio se mostró después de su regreso a Roma débil e inseguro, presentando posiciones un tanto ambiguas con respecto al arrianismo. 
En 359 se convocaron simultáneamente dos concilios de obispos, de Oriente y Occidente, celebrados en Seleucia y Rímini respectivamente. Bajo presión imperial, ambos concilios adoptaron sendas profesiones de fe semi-arrianas. Liberio no estuvo representado en ninguno de estos concilios. Cuando Constancio II murió en 361, Liberio anuló los decretos tomados en el concilio de Rímini.
Después del corto reinado del emperador Juliano, que restauró el paganismo como religión oficial del Imperio, subió al trono Valentiniano, monarca cristiano que devolvió la tranquilidad a la Iglesia nuevamente. 
Liberio fundó una de las cuatro basílicas papales de Roma, la conocida inicialmente como Basílica Liberiana, pero que en el siglo siguiente se convertiría en Santa María La Mayor, la principal iglesia romana dedicada a la Virgen María.
En el 366 admitió el regreso a la Iglesia de los más moderados simpatizantes arrianos del Oriente. En ese mismo año murió y sus restos reposan en la catacumbas de Priscila.

### Culto Público

#### Iglesia Católica
Liberio cuenta con la particularidad de ser el papa más antiguo de la iglesia católica en no ser venerado como santo. Esto se puede deber a varios factores, entre ellos, su sumisión ante los arrianos y demás fuerzas políticas ajenas a la iglesia. 

#### Iglesia Ortodoxa
Es considerado confesor y santo por las iglesias ortodoxas, su festividad es el 27 de agosto.